# 34歳の自画像
『34歳の自画像』（34さいのじがぞう、蘭: Zelfportret op 34-jarige leeftijd, 英: Self portrait at the age of 34）は、オランダ黄金時代の巨匠レンブラント・ファン・レインが1640年に制作した自画像である。油彩。素描、エッチング、絵画など約80点にもおよぶレンブラントの自画像の中で最も有名なものの1つである。現在はロンドンのナショナル・ギャラリーに所蔵されている。

## 作品

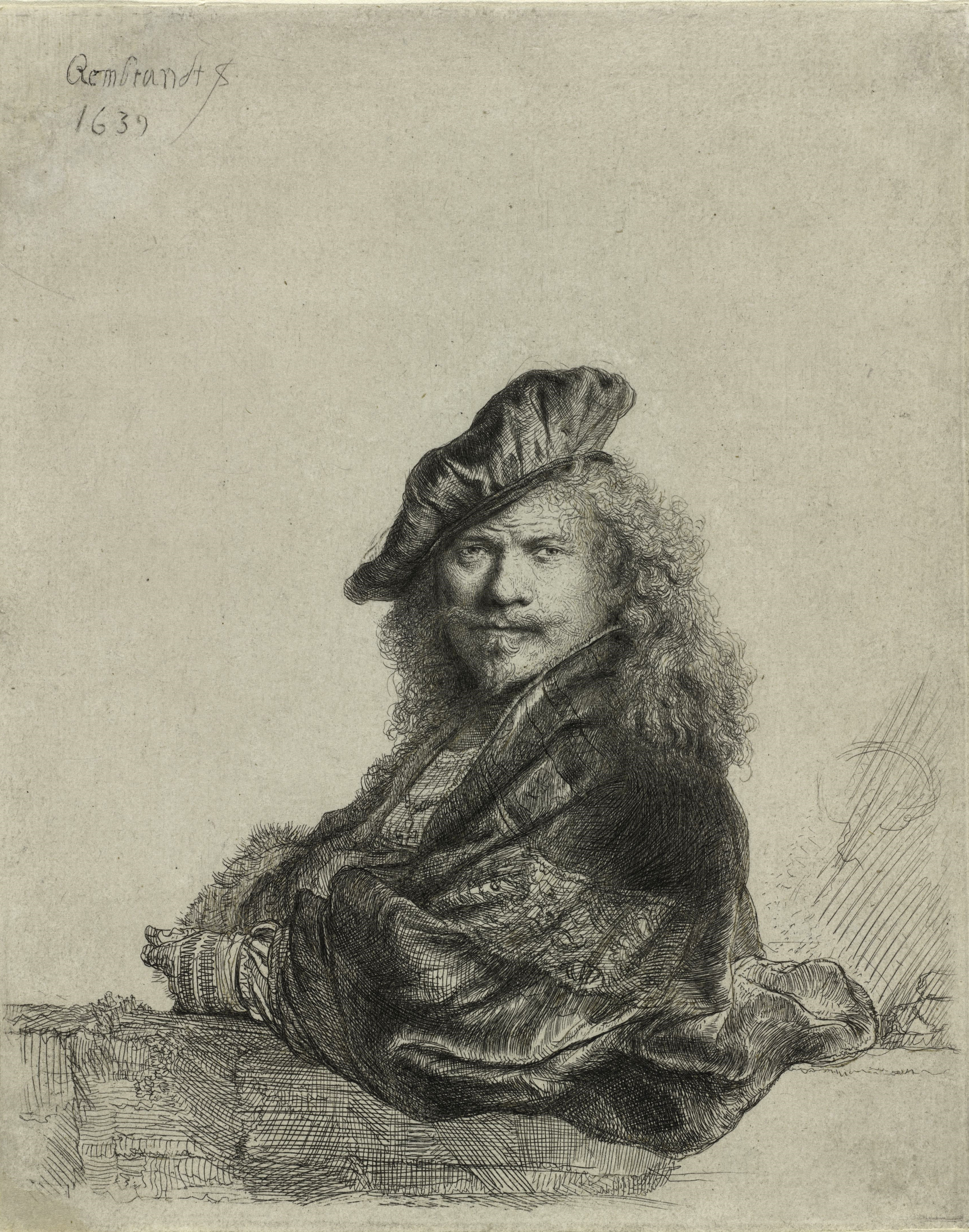
レンブラント・ファン・レインが本作品の前年に制作したエッチングによる自画像『石の手摺りにもたれる自画像』。ワシントン・ナショナル・ギャラリーほか所蔵。

レンブラントは豊かでエレガントな衣装を身にまとい、名声の絶頂期にあった自身を描写している。レンブラントの衣装は印象的ではあるが、それは1520年代の裕福な紳士の服装であり、同時代のファッションと比較すると非常に古風な衣装を選択している。
レンブラントは古くからあったトリックや視覚の錯覚を用いている。画面下部の欄干ないし壁はレンブラントの自信に満ちたさりげないポーズを強調している。しかしそれだけではなく、さらに遠近感を深め、平面的な絵画ではなく、現実世界に通じる窓であるかのように見せている。そして画面の中の人物像と鑑賞者とを隔てる壁を作ると同時に、絵画世界と現実世界を結びつけている。レンブラントの肘と身体の周りを取り巻いているマントが欄干を越えて前方に伸びているため、鑑賞者は画面の人物と同じ空間を共有しているような錯覚を引き起こす。レンブラントの研究者は本作品がラファエロ・サンツィオの『バルダッサーレ・カスティリオーネの肖像』（Ritratto di Baldassare Castiglione）とティツィアーノ・ヴェチェッリオの『キルト袖の男の肖像』（A Man with a Quilted Sleeve）といったルネッサンス期の有名な肖像画に触発されたことに同意している。特にレンブラントの腕や欄干の位置がティツィアーノの肖像画にかなり近いことは明らかである。この点についてはアルブレヒト・デューラーの1498年の『自画像』（Selbstbildnis）の影響も指摘されている。両作品は1630年代にアムステルダムにあったため、レンブラントは両作品を研究した可能性がある。一方、人物の全体像と色彩はラファエロの肖像画と似ていることが指摘されている。レンブラントは前年に実物を見て肖像画をスケッチしたことが知られている。
画面右下の欄干に、署名と日付および、おそらく17世紀に別人によって追加された「Conterfeycel」という碑文が描き込まれている。X線撮影を用いた科学的調査から、もともと左手も壁によりかかっていたことが判明した。しかしレンブラントは制作途中で左手をマントの下に入れ、ほんの少しだけよそよそしい態度に変更した。
顔料は、赤、黄土色、骨炭、チャコール（charcoal black）、鉛白、およびヴァーミリオンで構成された限られた色幅を使用している。
美術史家ニール・マクラーレン（Neil MacLaren）やクリストファー・ブラウンによると絵画はもともと長方形だったが、後に画面上部の角が取られ、アーチ型に変更された。 その後、絵画は新しい長方形のキャンバスに張りつけられた。

## 解釈
レンブラントがティツィアーノの肖像画を参照していることは特に興味深い点として挙げられる。この肖像画はルネサンス期の有名なイタリアの詩人ルドヴィーコ・アリオストのものであると信じられていたため、レンブラントは自身をルネサンス期の紳士であるとともに詩人として描いており、これにより、当時の通常の画家よりもはるかに高い社会的地位を主張していると考えられる。同時にルネサンス期の偉大な画家の作品を参照することで、画家としてラファエロ、ティツィアーノ、デューラーに敬意を表すとともに、彼らの正当な後継者であり、対等な存在であることを仄めかしている。

## 来歴
肖像画の来歴は不明である。18世紀にパリのデュポン将軍（ピエール・デュポン・ド・レタン、あるいはその兄ピエール・アントワーヌ・デュポン＝ショーモン）の所有する作品であったことが知られている。1861年にパリで開催された「幼なじみの会の展覧会」（Exposition de la Société des Amis de l'Enfance）に出展されたのち、 ナショナル・ギャラリーによってデュポン将軍の後継者であるリシュモン伯爵・子爵・男爵（Comte, Vicomte and Baron de Richemont）から購入された。

## 影響
制作後ほとんど時を経ずして、レンブラントの弟子であったフェルディナント・ボルが本作品に基づいて素描『レンブラント・ファン・レイン』（Rembrandt van Rijn）を制作している。

## ギャラリー

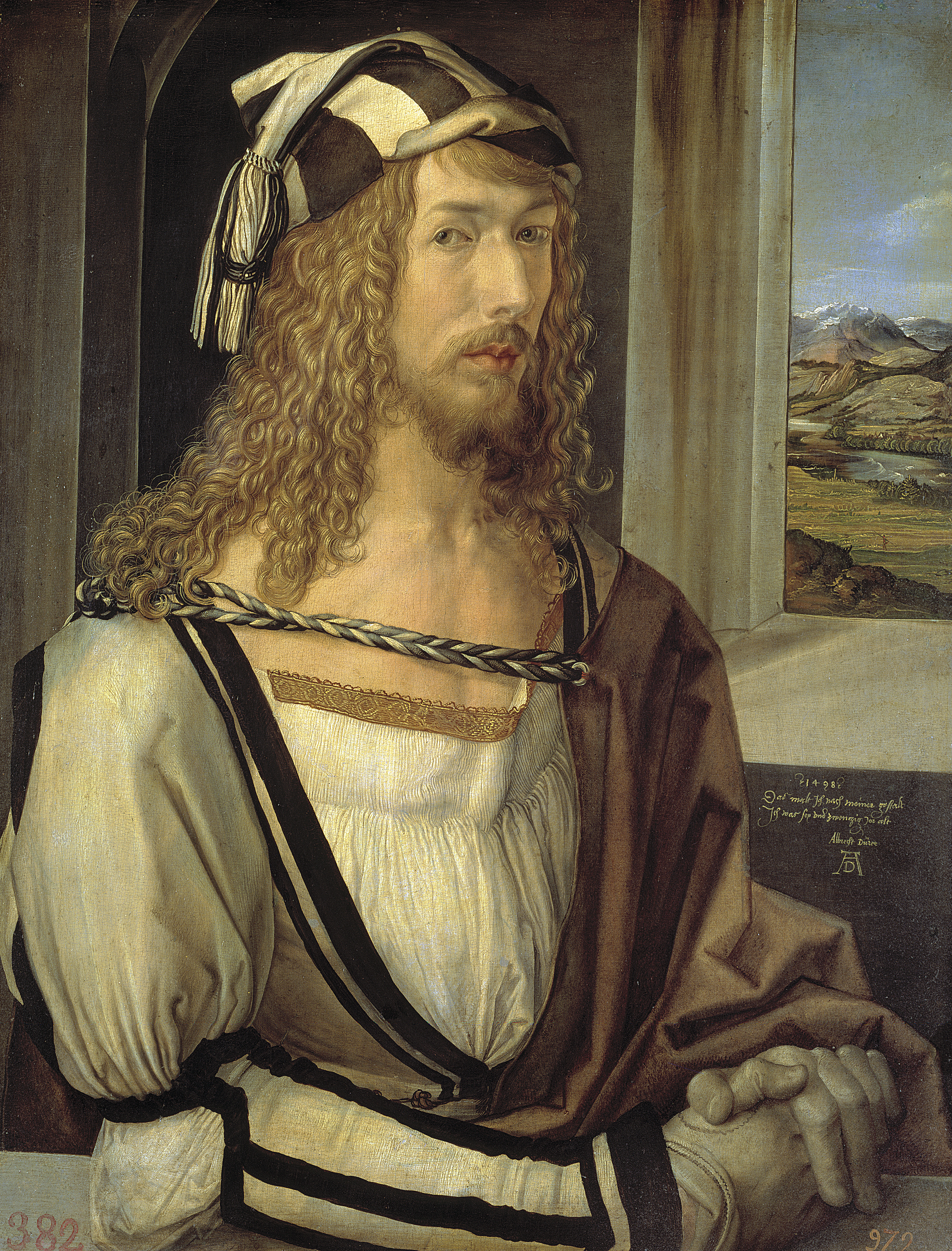
アルブレヒト・デューラー『自画像』1498年 プラド美術館所蔵
ラファエロ・サンツィオ『バルダッサーレ・カスティリオーネの肖像』1514年–1515年 ルーヴル美術館所蔵
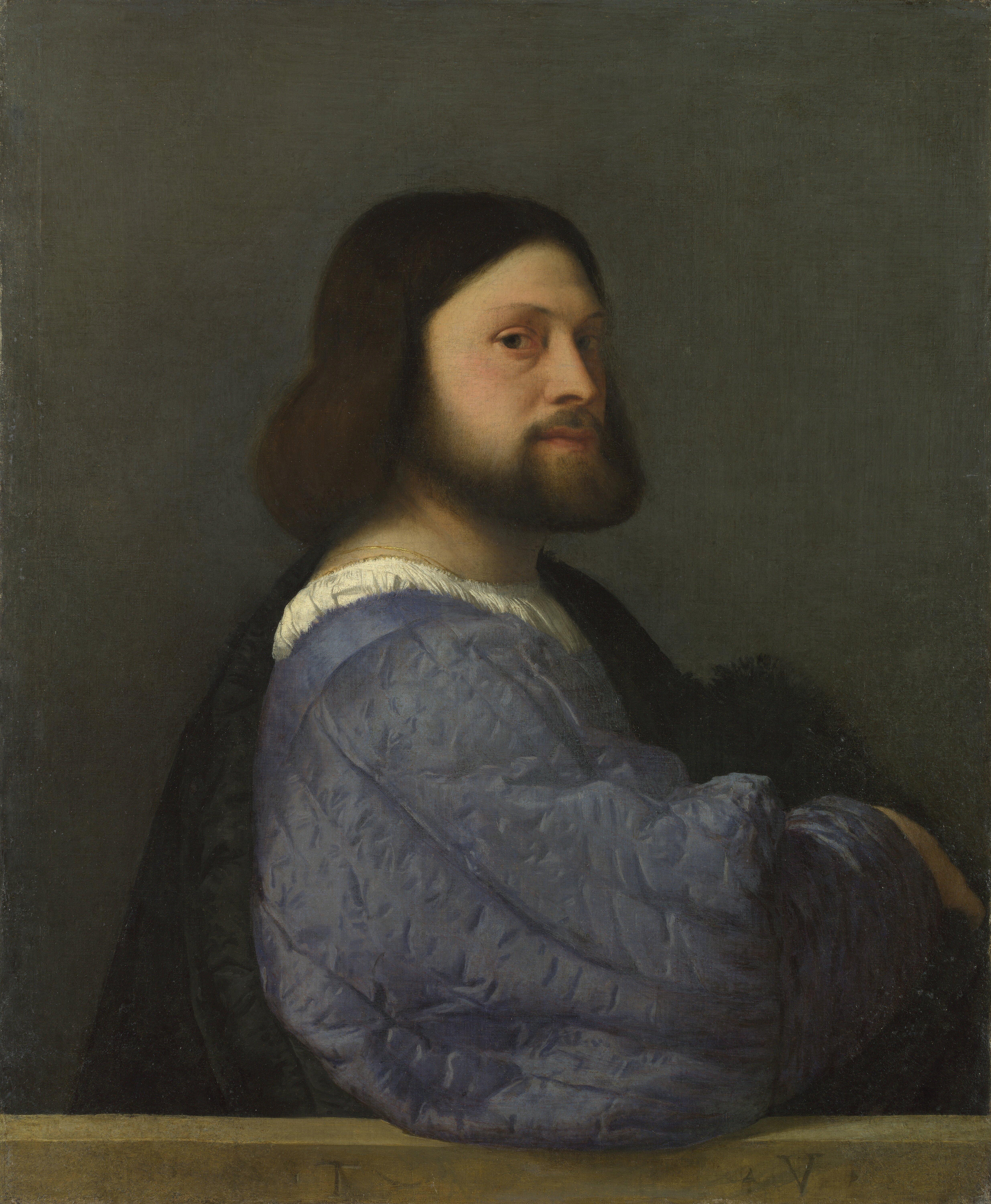
ティツィアーノ・ヴェチェッリオ『キルト袖の男の肖像』1510年頃 ナショナル・ギャラリー所蔵
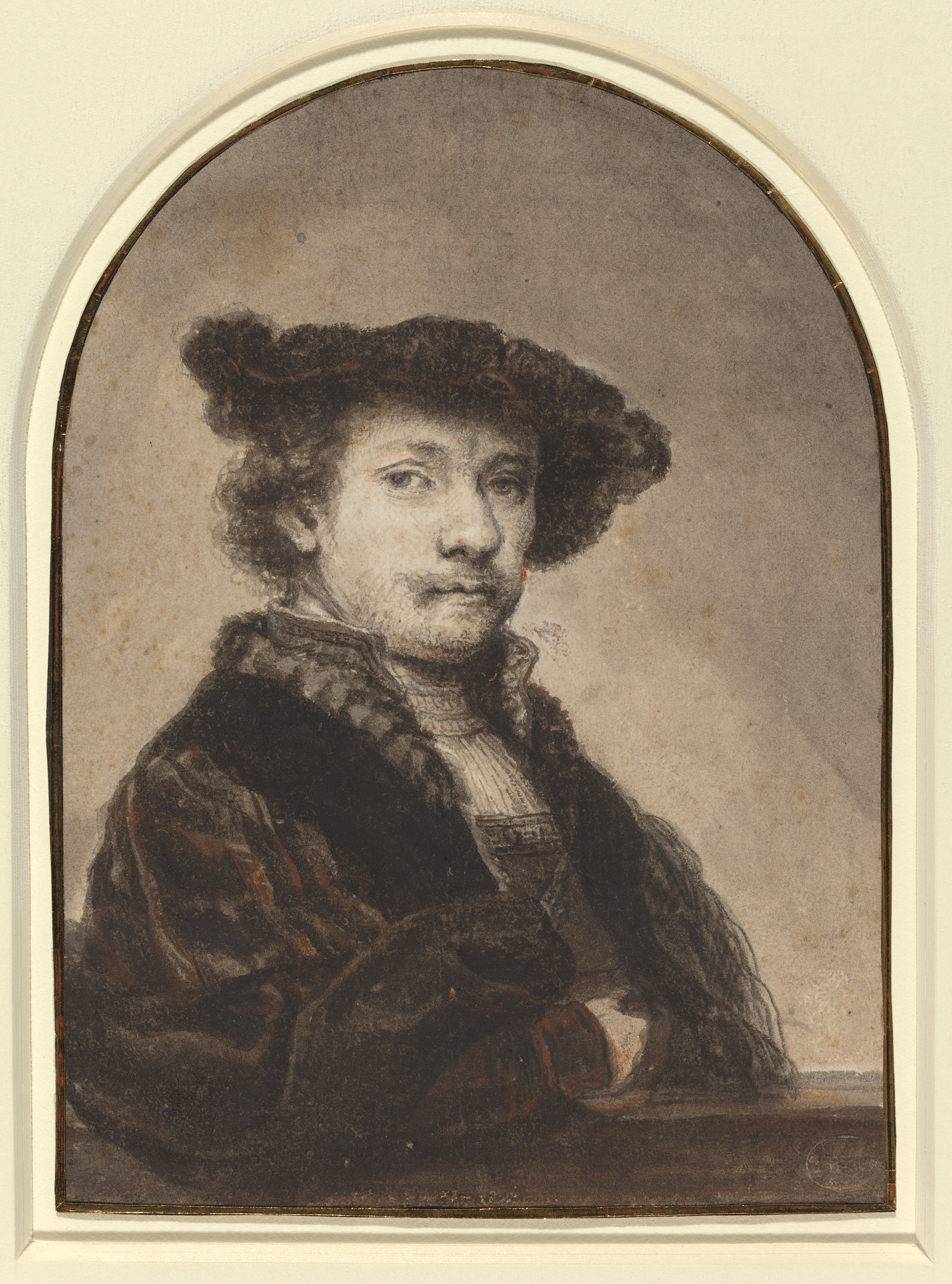
フェルディナント・ボル『レンブラント・ファン・レイン』1640年頃 ワシントン・ナショナル・ギャラリー所蔵
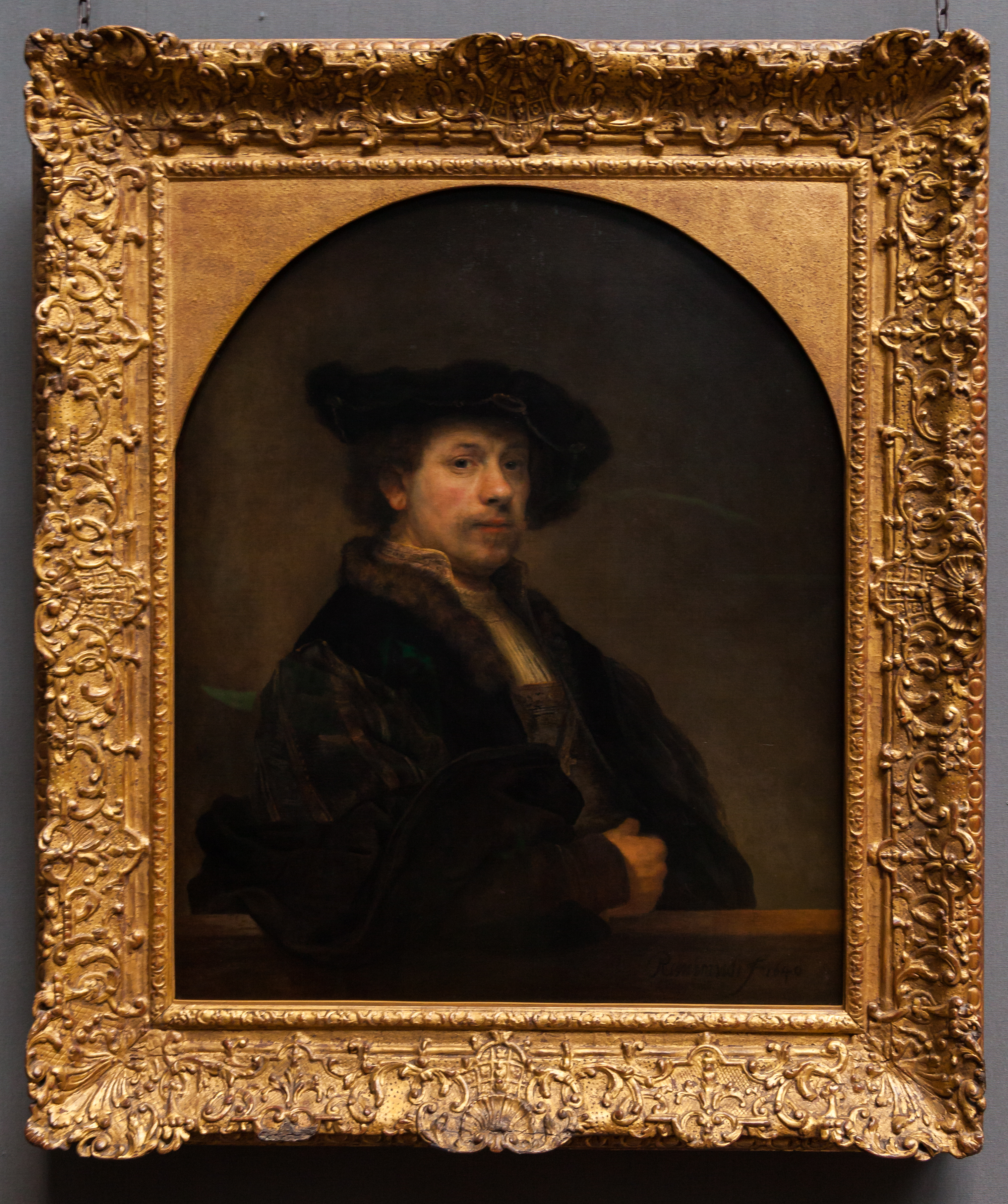
額縁